# Leosia (przystanek kolejowy)
Leosia – przystanek kolejowy w Leosi, w gminie Drzycim, w powiecie świeckim, w województwie kujawsko-pomorskim.

## Ruch pasażerski
| Rok  | Wymiana pasażerska na dobę |
| ---- | -------------------------- |
| 2017 | 0-9                        |
| 2022 | 0-9                        |

Uprzednio w Leosi znajdował się dworzec kolejowy z mijanką, rozebrany w nieustalonej dacie.